# Himmel (planetar)

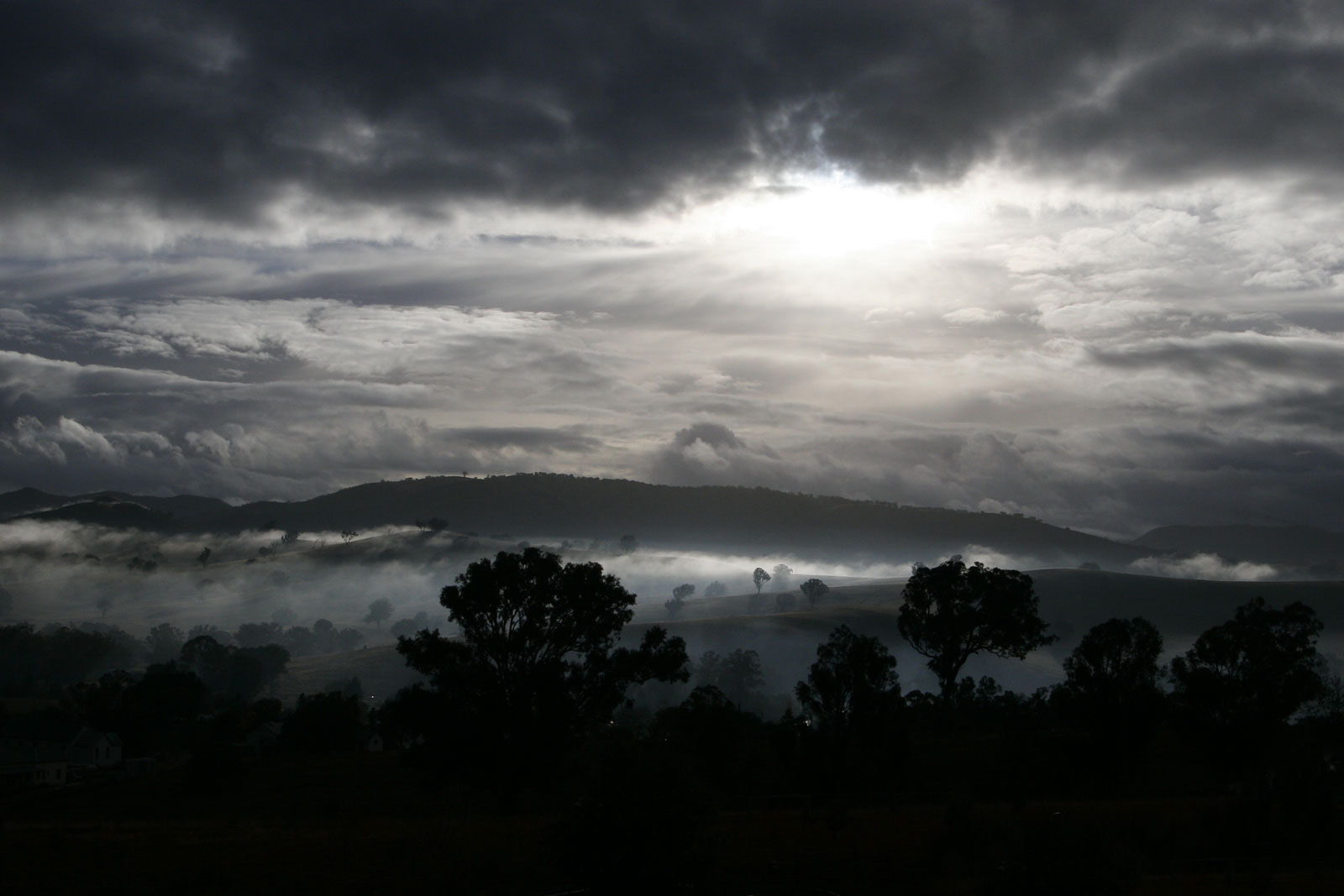
Morgendlicher Himmel mit Wolkenlandschaft

Als Himmel wird die Ansicht bezeichnet, die sich einem Betrachter bietet, wenn er von der Erdoberfläche aus in Richtung Weltraum blickt. Dabei können je nach Tageszeit und Wetterlage unterschiedliche Erscheinungen sowohl in der Atmosphäre als auch im Weltraum gesehen werden.
Auch die Ansicht von der Oberfläche anderer Planeten aus wird Himmel genannt.

## Das Himmelsgewölbe
Als Himmelsgewölbe bezeichnet man den Teil der Himmelskugel (Firmament), der sich über dem Horizont scheinbar wölbt. Da der Himmel keinen bestimmten Abstand zum Betrachter hat, handelt es sich bei dem „Gewölbe“ um eine Illusion. Das Erscheinungsbild des Himmels als über die Erde gewölbte Schale ist in vielen Mythologien vorhanden und hat zum langen Bestehen eines geozentrischen Weltbildes beigetragen. Bei Betrachtung des Nachthimmels erscheinen die Sterne in sehr weiter Entfernung von der Erde, ohne dass Unterschiede im Abstand auffallen. Da während der scheinbaren Drehung des Sternenhimmels nachts auch keine Veränderungen der gegenseitigen Abstände von Fixsternen auffällig werden, scheinen diese wie auf einer Sphäre als Hintergrund zu liegen.
Am Taghimmel erscheint dem Beobachter die Himmelswölbung weniger als Halbkugel denn wie eine sich flach wölbende Schale, die am Horizont weiter entfernt ist als im Zenit. Dieser Eindruck entspricht hinsichtlich der Troposphäre der Wirklichkeit, wie in gleicher Höhe ziehende Wolken zeigen, in denen Berggipfel zu verschwinden scheinen. Auch die unterschiedliche Intensität des Azurs („Himmelsblau“) trägt hierzu bei. Mit dieser Perspektive eines topozentrischen Bezuges sind Entfernungsschätzungen möglich. Dabei zeigen sich Größenunterschiede für ein Objekt in unterschiedlicher Entfernung, beispielsweise einen Kranichzug, der den Zenit passiert und sich dem Horizont nähernd entfernt. Die hierbei gewonnenen Erfahrungen lassen sich jedoch nicht ohne Weiteres auf astronomisch weit entfernte Objekte, etwa den Mond, übertragen (siehe Mondtäuschung).

## Der Taghimmel

### Warum ist der Himmel hell?

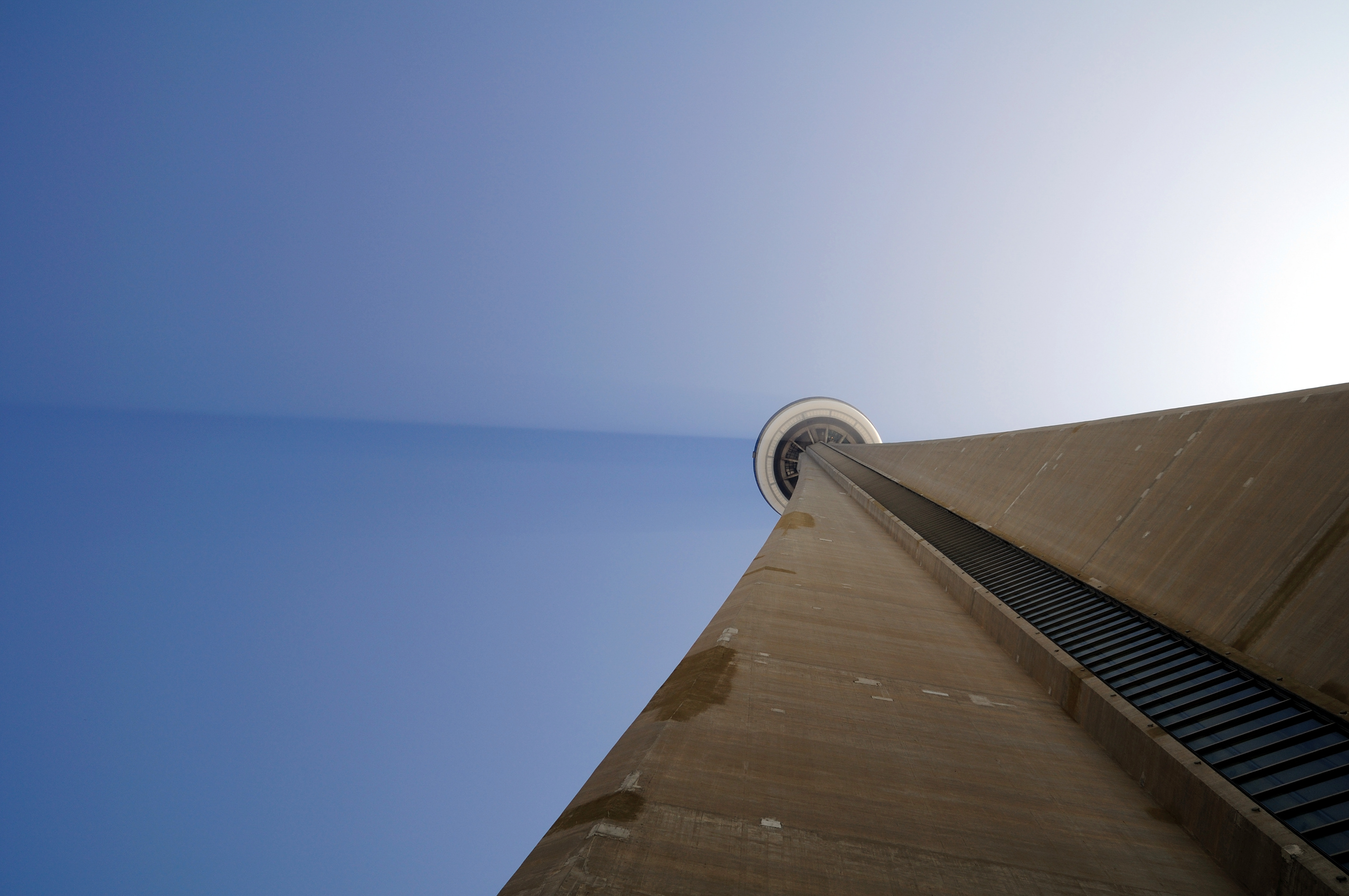
Dunst macht den Himmel zur Sonne hin heller und weißer. Im Schatten des Turms dominiert das Himmelsblau.

Durchdringt das Sonnenlicht die Atmosphäre, wird ein Teil des Lichts gestreut und erhellt so den Himmel. Ohne diese Diffusstrahlung wäre der Himmel wie der Weltraum „schwarz“. Das Streulicht lässt die Erde auch von außen betrachtet blau und weiß strahlen.
Bei bedecktem Himmel wird die Wellenlängen- und Winkelabhängigkeit der Streuung durch Vielfachstreuung egalisiert, weshalb nicht zu dicke Wolken weiß sind. Ein lediglich dunstiger Himmel zeigt jedoch die überwiegende Streuung in Vorwärtsrichtung durch Partikel, die so groß wie, oder größer sind als die Wellenlänge (Mie-Streuung, Bild rechts). Ohne Dunst ist der Tageshimmel tief blau.

### Das Himmelsblau

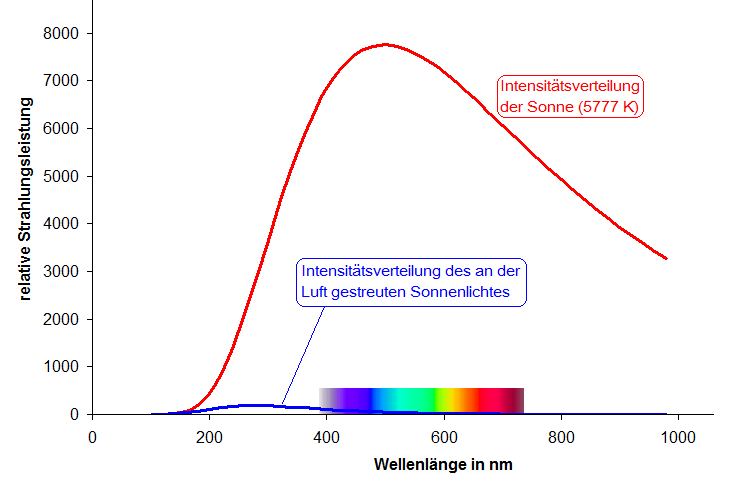
Leistungsverteilung von direktem und von an der Luft gestreutem Sonnenlicht

Licht mit blauer Spektralfarbe wird in Luft etwa 10-mal stärker gestreut als das langwelligere rote Licht, weil die streuende Struktur – lokale Dichteschwankungen der Luft – sehr kleinskalig ist, siehe Rayleigh-Streuung. Die nebenstehende Abbildung zeigt, dass das Intensitätsmaximum der direkten Sonnenstrahlung im grünen Spektralbereich liegt, das Maximum des Streulichtes aber weit im Ultraviolett-Bereich. Diese unsichtbare Ultraviolettstrahlung genügt für ein Sonnenbad im Schatten.

Blauer Himmel über Rio

Das britische National Physical Laboratory untersuchte den Himmel über 25 Orten der Welt mit einem Kolorimeter hinsichtlich der Lichtstärke für die Wellenlänge der Farbe Blau im Auftrag einer Reiseagentur. Zum Messzeitpunkt im Jahr 2006 schien das Tages-Himmelsblau über Rio de Janeiro intensiver als an zwei Dutzend anderen Orten. Besonders blau und klar erscheint der Himmel, wenn die oberen Schichten der Atmosphäre nur wenig an kondensierter Flüssigkeit (Wassertröpfchen) – etwa von Kondensstreifen – und Staubpartikeln enthalten, die auch langwelliges Licht stark streuen würden.
Das Himmelsblau bei Sonnenauf- und ‑untergang sowie das intensive Blau des Himmels während der Dämmerung bei klarem Himmel hat eine andere physikalische Ursache als allein die Rayleigh-Streuung. Zu dem auch als Blaue Stunde des Ozons bezeichneten Phänomen trägt insbesondere das Absorptionsverhalten der Ozonschicht in 20 bis 30 km Höhe bei.

### Polarisation
Je nach Winkel zur Sonne ist das Streulicht unterschiedlich stark polarisiert. Bei bedecktem Himmel wird der Polarisationsgrad durch Vielfachstreuung geringer, aber die Winkelverteilung der Polarisationsrichtung bleibt ähnlich. In der Photographie lässt sich durch den Einsatz von Polarisationsfiltern die Helligkeit des Himmels unterdrücken.

### Historisches

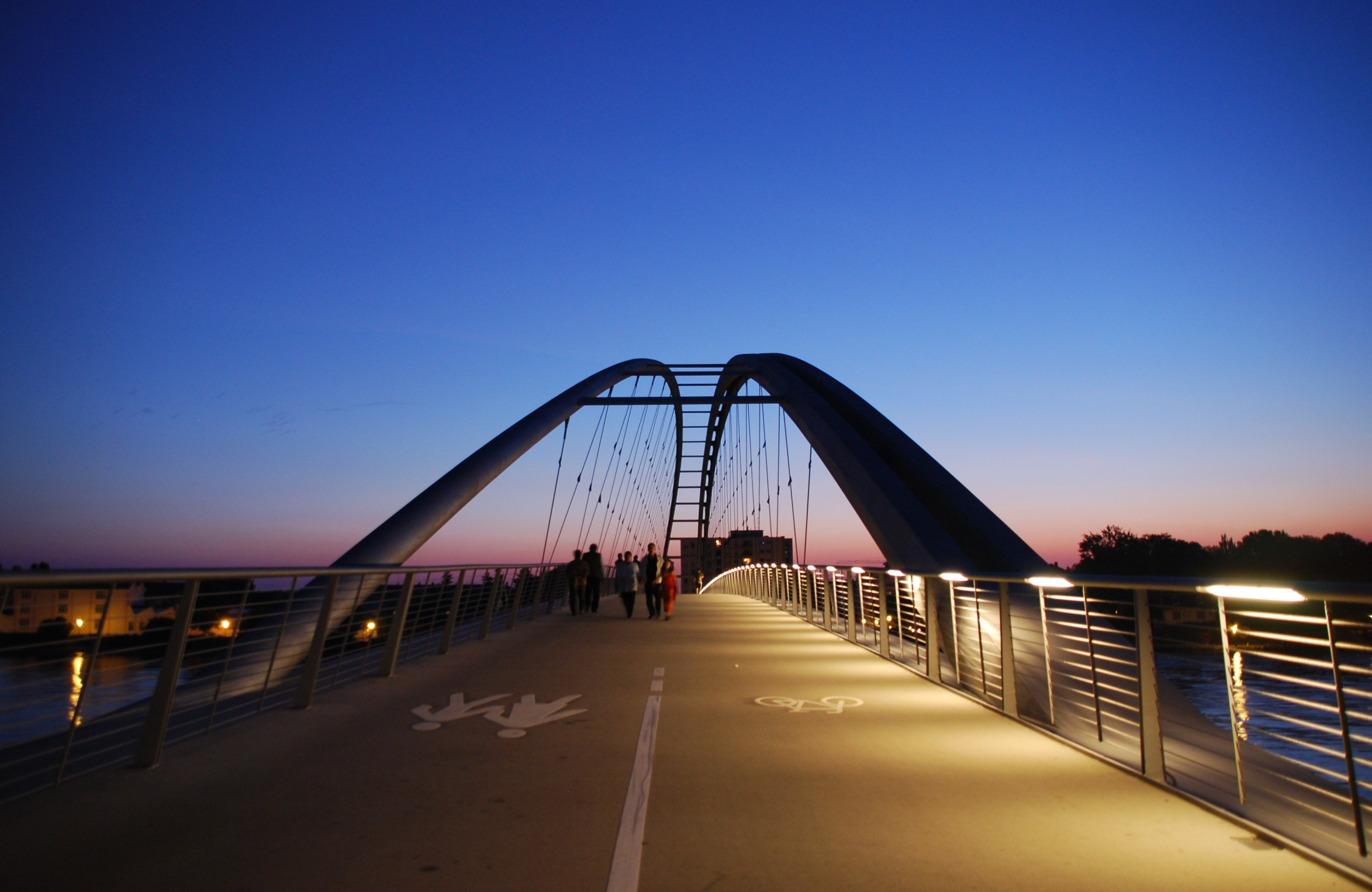
Das Himmelsblau während der Dämmerungsphasen ist wesentlich durch das Absorptionsverhalten der Ozonschicht bedingt

Leonhard Euler zog durch Licht zu Eigenschwingungen angeregte Teilchen heran, um das Blau des Himmels zu erklären. Im 19. Jahrhundert zeigte Tyndall, dass Licht an Kolloiden (kleine Tröpfchen, Staub) gestreut wird (Tyndall-Effekt), und Strutt (Baron Rayleigh), dass Licht an Kolloiden umso stärker gestreut wird, je kurzwelliger es ist (Rayleigh-Streuung). Lichtstreuung an Kolloiden konnte jedoch die Farbe des Himmels nicht recht erklären, da kaum Abhängigkeit von der Menge an Kolloiden in der Atmosphäre besteht. Daher wurde von anderen Wissenschaftlern vermutet, dass die viel kleineren Moleküle von Stickstoff oder Sauerstoff für die Lichtstreuung verantwortlich sein müssten. Für eine Streuung an so kleinen Teilchen bestand aber kein Erklärungsmodell. Erst Albert Einstein beschrieb ein Modell für photoelektrische Effekte an Molekülen, das im Einklang mit vielen Experimenten stand.

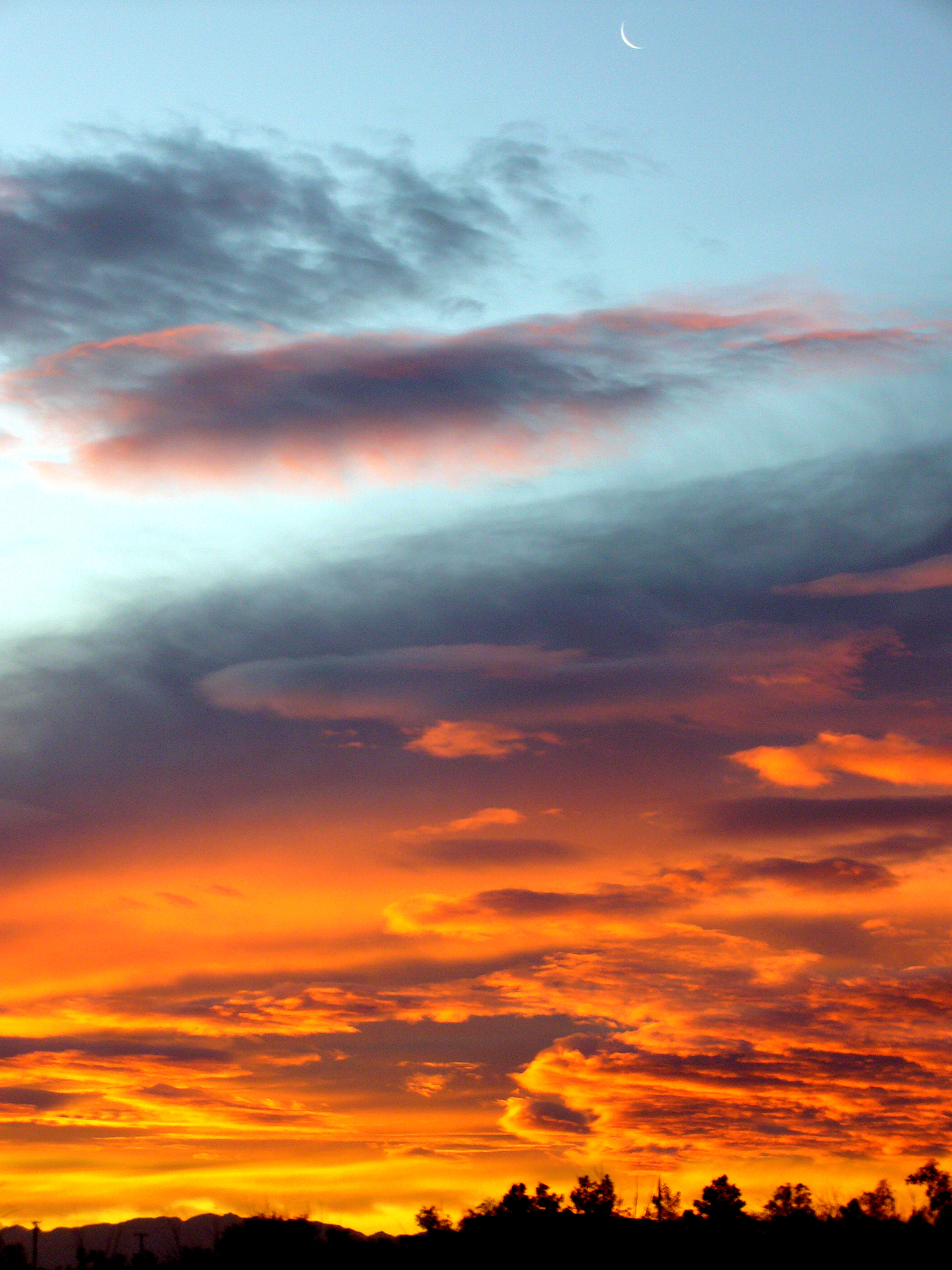
Abnehmende Mondsichel kurz vor Sonnenaufgang (am Tage vor Altlicht). In der Dämmerung kann Licht der unter dem Horizont stehenden Sonne, das an Schichtwolken reflektiert wird, den Beobachter erreichen.

Jedoch blieb eine Ungereimtheit bestehen: das Blau des Himmels während der Dämmerung. Denn schon bei Sonnentiefstand sollte entsprechend der Theorie der Rayleigh-Streuung der kurzwellige blaue Anteil des Sonnenlichts wegen des langen Weges in der Erdatmosphäre (etwa 35-mal länger als bei Sonnenhöchststand) beim Durchgang der Sonnenstrahlen weitgehend heraus gestreut werden. Demnach müsste der Himmel im Zenit eigentlich grau bis schwarz erscheinen. Mit dieser Fragestellung beschäftigte sich der amerikanische Geophysiker Edward Hulburt (1890–1982) und konnte sie 1952 klären. Hulburt konnte nachweisen, dass das als Himmelsblau aus Zenitrichtung einfallende Licht bei Sonnenuntergang nur zu einem Drittel auf der Rayleigh-Streuung beruht, aber zu zwei Dritteln auf dem speziellen Absorptionsverhalten des Ozons. Das blaue Licht des Himmels während der Dämmerung wird also zu einem erheblichen Teil durch die Ozonschicht verursacht.

## Der Himmel zu anderen Tageszeiten
Ähnliche Zusammenhänge gelten auch für den Nachthimmel, sind aber dem bloßen Auge kaum sichtbar.
Dafür sind etliche andere Effekte erkennbar, die der Artikel Nachthimmel ausführlicher behandelt. Mit dem Anblick der Sterne beschäftigt sich der Artikel Sternhimmel, mit den atmosphärischen Erscheinungen des Tag-und-Nacht-Wechsels der Artikel Dämmerung.

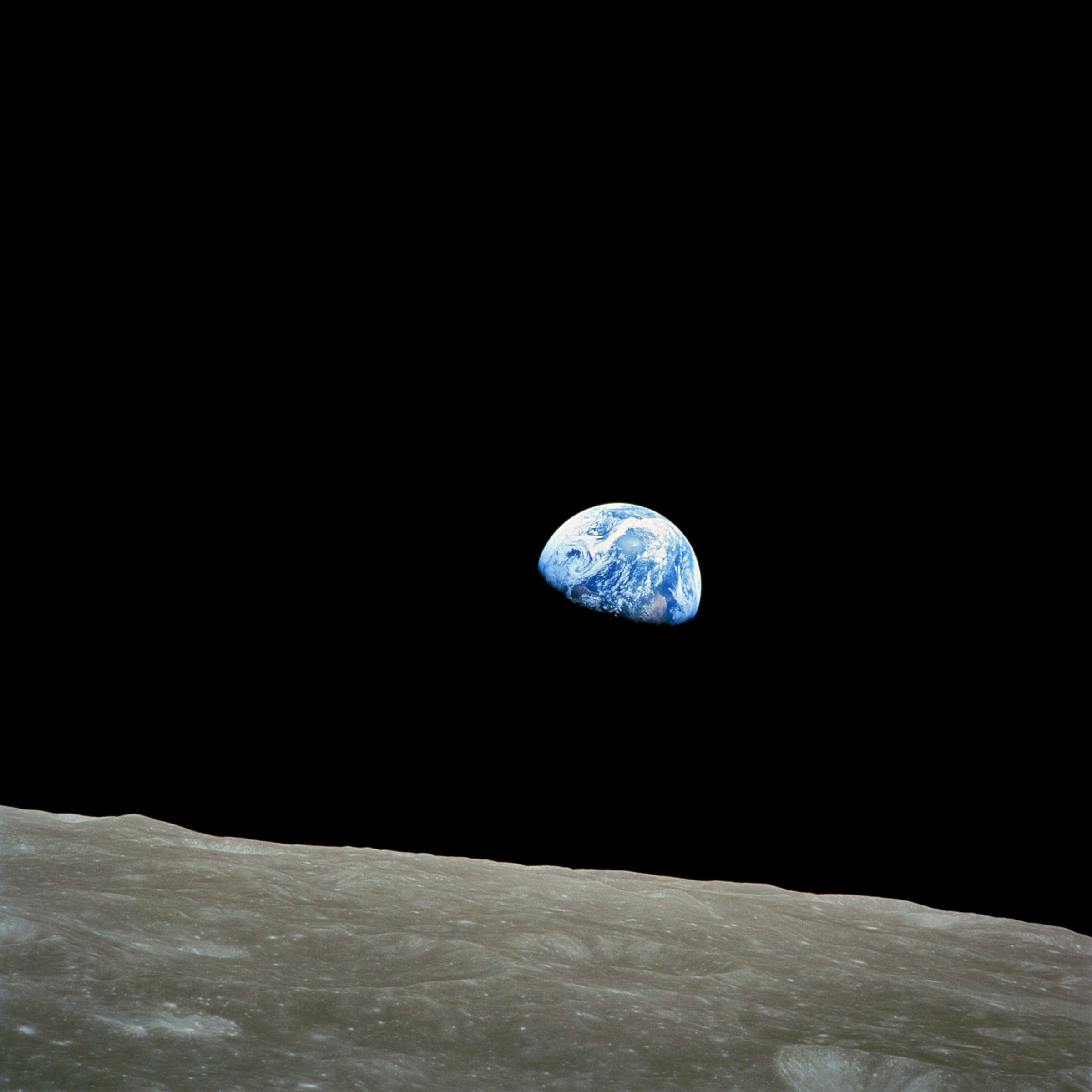
Da der Mond keine Atmosphäre hat, ist der Himmel dort schwarz. Die Aufnahme zeigt die Erde aus Sicht von Apollo 8.

## Blick auf den Himmel von außen
Obwohl der blaue Anteil des Sonnenlichtes in der Atmosphäre in alle Richtungen gestreut wird, also auch in den Weltraum zurück, ist der „blaue Himmel“ vom Weltraum aus kaum sichtbar. Die Intensität des Streulichtes der Atmosphäre ist im Verhältnis zum reflektierten Licht der Erdoberfläche zu gering. Vom Weltraum aus betrachtet sieht man deshalb nur den sehr viel helleren Hintergrund des Himmels: die Erdoberfläche. Von der Erdoberfläche wird der Himmel gegen den dunklen Hintergrund des Weltraums betrachtet. Das Himmelblau lässt sich dennoch indirekt beobachten: Die Wasserflächen der Erde reflektieren dort, wo keine Wolkenbedeckung vorhanden ist, den blauen Himmel. Da die Erde zu ca. 70 % von Wasser bedeckt ist, ergibt sich das Bild einer „blauen Murmel“. Die Nachtseite der Erde ist durch Streuungseffekte nie ganz dunkel, insbesondere – abgesehen von der Wolkendecke – durch die menschenverursachte Lichtverschmutzung.